# جيوفري باترسون
جيوفري باترسون (بالإنجليزية: Geoffrey Patterson)‏ هو مهندس الصوت أمريكي، ولد في 1954 في ديترويت في الولايات المتحدة.

## وصلات خارجية
- جيوفري باترسون على موقع IMDb (الإنجليزية)
- جيوفري باترسون على موقع قاعدة بيانات الفيلم (الإنجليزية)